# 신희범 (프로게이머)
신희범(1996년 9월 3일 ~ )은 대한민국의 스타크래프트 II 프로게이머이다. 종족은 저그이며, 아이디는 RagnaroK이다.
TSL에 입단하여 활동하다가 이후 팀이 해체되고 IM에 입단한다.
2013년 10월 1일 아주부로 이적했다.
아주부와의 계약이 2014년 1월 31일부로 종료되어 무소속 신분이 되었다.
2015년 1월 23일 CJ 엔투스 입단을 공식 발표했다.
2016년 10월 CJ 엔투스의 스타크래프트 II 종목 팀 해체로 무소속 신분이 되었다.

## 주요 기록
- 2012년 핫식스 2012 글로벌 스타크래프트 II 리그 시즌 4 Code A 48강
- 2013년 2013 WCS Korea Season 1 챌린저리그 12강
- 2013년 2013 WCS 코리아 시즌 2 옥션 올킬 스타리그 32강
- 2013년 2013 WCS 코리아 시즌 2 챌린저리그 48강
- 2013년 2013 WCS 코리아 시즌 3 챌린저리그 32강
- 2014년 2014 WCS 코리아 시즌 2 핫식스 글로벌 스타크래프트 II 리그 코드 S 32강
- 2014년 2014 MLG Anaheim 6강
- 2014년 2014 WCS 코리아 시즌 3 핫식스 글로벌 스타크래프트 II 리그 코드 A 48강
- 2014년 2nd Hong Kong Esports Tournament 우승 (vs 4:3 남기웅)
- 2014년 Connecting Professional E-sports #1 8강
- 2014년 PughCraft Invitational #2 16강
- 2015년 2015 스베누 글로벌 스타크래프트 II 리그 시즌 2 코드 S 32강
- 2015년 2015 핫식스 글로벌 스타크래프트 II 리그 시즌 3 코드 A 48강
- 2016년 2016 핫식스 글로벌 스타크래프트 II 리그 시즌 1 코드 A 60강
- 2016년 스타크래프트 II 스타리그 2016 시즌 1 6강
- 2016년 2016 핫식스 글로벌 스타크래프트 II 리그 시즌 2 코드 S 32강
- 2018년 2018 글로벌 스타크래프트 II 리그 시즌 1 코드 S 32강
- 2018년 2018 글로벌 스타크래프트 II 리그 시즌 3 코드 S 32강
- 2019년 2019 GSL Super Tournament 시즌1 16강
- 2019년 2019 마운틴듀 글로벌 스타크래프트 II 리그 시즌 2 코드 S 16강
- 2019년 2019 Assembly Summer 16강
- 2019년 2019 마운틴듀 글로벌 스타크래프트 II 리그 시즌 3 코드 S 8강
- 2019년 2019 GSL Super Tournament 시즌2 16강